# Abdenour Belkheir
Abdenour Belkheir (en arabe : عبد النور بلخير), né le 21 février 1989 à Arzew, est un footballeur international algérien évoluant au poste d'attaquant à la JSM Tiaret.

## Biographie
Formé au RCG Oran, Abdenour Belkheir joue ensuite au MC Alger, à l'USM Blida, à la JS Saoura, et au CS Constantine.
Il dispute plus de 200 matchs dans le championnat d'Algérie.
Il reçoit sa première sélection en équipe d'Algérie le 9 mai 2018, en amical contre l'Arabie saoudite (défaite 2-0).
Le 1er juin 2021, le jury disciplinaire de la Confédération africaine de football le suspend 12 mois de toute compétition de la CAF (club et équipe nationale) pour avoir agressé un arbitre lors du quart de finale de Ligue des champions de la CAF 2020-2021 entre le MC Alger et le Wydad Casablanca.

## Palmarès
| MC Alger - Championnat d'Algérie (1) : - Champion : 2009-10. - Vice champion : 2019-20 - Supercoupe d'Algérie (1) : - Vainqueur : 2007. |  | JS Saoura - Championnat d'Algérie : - Vice-champion : 2015-16. |  | CS Constantine - Championnat d'Algérie (1) : - Champion : 2017-18. |